# Rafflesia micropylora
Rafflesia micropylora je parazitická rostlina z čeledi rafléziovitých (Rafflesiaceae). Vyskytuje se jako endemit v tropických deštných lesích na indonéském ostrově Sumatra. Od většiny ostatních druhů raflézií jej lze odlišit podle nápadně malého otvoru ve středu květu a drobnějších světlých skvrn na okvětí.

## Popis
Rafflesia micropylora je stejně jako ostatní druhy raflézií nezelená, plně parazitická rostlina. Květ je střední velikosti, zpravidla o průměru 30 až 60 cm, červenooranžově zbarvený. Světlé skvrny na okvětí jsou drobnější a četnější než u řady jiných druhů. Diafragma je 20 až 25 cm široká a ve středové části má šesti až sedmihranný otvor o průměru jen 3 až 9 cm.
Druhové jméno micropylora je odvozeno od neobvykle úzkého otvoru ve středu květu. Jeho relativně malá velikost v porovnání s jinými druhy raflézií naznačuje, že její opylovací strategie může být také docela odlišná.[zdroj?]

## Rozšíření
Druh je znám výhradně ze severní Sumatry (provincie Ačeh), kde roste v tropických deštných lesích jako obligátní parazit na liánách rodu Tetrastigma.

## Historie
Druh poprvé nalezl Heer F. W. J. Brewer v roce 1914 poblíž Sungai Jernih v severosumaterské provincii Ačeh.
Nejstarší známý herbářový doklad pochází od nizozemského botanika jménem Sijfert Hendrik Koorders z roku 1918, který kvůli nedostatku materiálu druh označil provizorním názvem Rafflesiacea spec. 3. Po získání většího množství materiálu druh v připravované publikaci pracovně nazval Rafflesia gibbosa, publikaci rukopisu však zabránila jeho náhlá smrt v roce 1919. V roce 1972 byl druh zaznamenán poblíž Ketambe. Právoplatně byl popsán až v roce 1984.